# Paddy Slade
 (septembre 2024).
Paddy Slade, née Patricia Hadlow le 29 septembre 1939 près de Canterbury, est une sorcière et guérisseuse britannique.

## Publications
- (en) Tales Round the Cauldron, Milverton (Somerset), Capall Bann Publishing, 1er mai 2004, 142 p. (ISBN 9781861630469)
- (en) Seasonal Magic: Diary of a Village Witch, Milverton (Somerset), Capall Bann Publishing, 31 décembre 1997, 224 p. (ISBN 9781861630193)
- (en) Natural Magic: Seasonal Guide to Traditional Witchcraft, Londres, Hamlyn (en), 19 octobre 1990, 160 p. (ISBN 978-0600570646)
- (en) Encyclopedia of White Magic: A Seasonal Guide, Londres, Hamlyn (en), 31 août 1990, 159 p. (ISBN 978-0792454281)